# 杨舒 (主持人)
杨舒（1984年10月26日—），籍贯河北，出生于昆明。毕业于北京广播学院英语播音主持专业，大学期间曾供职于中国中央电视台科教频道《希望英语》节目。2006年加盟凤凰卫视，時为凤凰卫视最年轻新闻主播，曾主持节目有《凤凰早班车》《鳳凰子夜快車》等。
楊舒於2015年8月離開鳳凰衛視並轉到紐約市哥倫比亞大學升學，後於2017年10月重返鳳凰衛視。

## 曾主播過或主持過的節目
- 中央电视台科教频道《希望英语》主持人（2003年-2005年）[2]
- 中央电视台国际频道《天涯共此时》外景主持（2004年-2005年）[2]
- 鳳凰衛視新聞主播（2006年-2015年8月3日、2017年10月-）[2]
- 鳳凰衛視《全媒體同刊》《全媒體全時空》主持人（2013年1月1日-2014年12月31日）[3]

## 資料來源
1. ↑  .   [2013-04-05]. （原始内容存档于2021-01-18）.
2. 1 2 3  .   [2013-04-05]. （原始内容存档于2017-06-19）.
3. ↑  .   [2013-04-05]. （原始内容存档于2014-06-25）.